# Pavilhão Multiusos de Odivelas
Der Pavilhão Multiusos de Odivelas ist eine Mehrzweckhalle in der portugiesischen Kreisstadt Odivelas.
Die Halle wurde in der Siedlung Colinas do Cruzeiro in unmittelbarer Nähe zum Estádio Arnaldo Dias, dem Stadion des Fußballvereins Odivelas FC errichtet und 2010 eingeweiht. Architekt José Cid schuf auf einer Fläche von 10.600 m² einen Komplex aus mehreren Hallen. Die Haupthalle bietet etwa 3.500 Zuschauern Platz und kann für Sportarten wie Handball, Basketball, Futsal, Rollhockey und Volleyball genutzt werden. Eine kleinere Halle steht für Sportarten wie Basketball oder Volleyball zur Verfügung. Daneben gibt es drei Squashcourts, einen Saal für Tischtennis, einen für Schach und einen Konferenzraum.
Die Halle wird für regionale und nationale Sportveranstaltungen sowie für Veranstaltungen kultureller Art genutzt. Portugal bewirbt sich mit der Halle um die Europameisterschaften 2013 der Sportakrobaten.

## Veranstaltungen
- Oktober 2011: Portugiesische Judomeisterschaften 2011
- Oktober 2011: Konzert von Xutos & Pontapés
- Mai 2012: Festival Gímnico OdiGym
- Mai 2012: Portugiesische Judomannschaftsmeisterschaften 2012